# Libkovice (Lubenec)
Libkovice jsou malá vesnice a část obce Lubenec v okrese Louny v Ústeckém kraji. Nachází se tři kilometry západně od Lubence. Libkovice jsou také název katastrálního území o rozloze 5,19 km².

## Název
Název vesnice je odvozen z osobního jména ve významu ves lidí Libkových. V historických pramenech se jméno objevuje ve tvarech: de Lubkowicz (1292), in Libcouicz (1359), in villa Libcowicz (1381), in villa Libcouiczich (1384), z Libkowicz (1434), Liebcowitz (1651), Lybkowicze (1654), Libkowitz a Libkowecz (1785), Liebkowitz a Libkowice (1847) nebo Libkovice a Liebkowitz (1854).

## Historie
První písemná zmínka o Libkovicích pochází z roku 1292. Od čtrnáctého století ve vsi stávala tvrz, na níž sídlili vladykové s přídomkem z Libkovic. Roku 1360 to byl Ješek z Libkovic, dále Pavel z Libkovic (1363), Petrovec z Libkovic (1371–1398) a jeho syn Mikuláš z Libkovic (1407–1408). V roce 1434 tvrz patřila Otíkovi z Chrastu a roku 1452 Janu Horovi z Ocelovic. Jeho potomci Jan, Jiří a Bernard si v roce 1542 nechali Libkovice s tvrzí a dvorem zapsat do obnovených zemských desek. Jako poslední z nich roku 1574 zemřel Jan a majetek po něm zdědili bratři Jan starší, Jiří starší, Václav a Bernard a dále jeho strýcové Jan a Jiří, kteří se v roce 1577 o dědictví rozdělili. Roku 1578 polovinu tvrze koupil Petr Novohradský z Kolovrat a později přikoupil od Jana staršího také druhou polovinu.
V roce 1583 Petr Novohradský z Kolovrat celou tvrz prodal Kryzeldě Švamberkové z Lobkovic, která ji vlastnila až do své smrti v roce 1607. Odkázala ji své dceři Kateřině, provdané za Jáchyma Libštejnského z Kolovrat, a jejím dcerám. Z nich Libkovice zdědila Zbyňka Kateřina, provdaná z Valdštejna. Jejím dědicem se roku 1681 stal hrabě František Augustin z Valdštejna, ale když o tři roky později zemřel, statek převzal jeho bratr arcibiskup Jan Bedřich z Valdštejna. V roce 1693 od něj vesnici koupil svobodný pán František Mikuláš z Klebelsbergu a o rok později ji prodal hraběti Janovi Jiřímu Clary-Aldringenovi, jehož potomci Libkovice užívali jako svobodný statek až do roku 1850.

## Obyvatelstvo
Při sčítání lidu v roce 1921 zde žilo 274 obyvatel (z toho 124 mužů), z nichž bylo sedm Čechoslováků a 267 Němců. Kromě pěti židů se hlásili k římskokatolické církvi. Podle sčítání lidu z roku 1930 měla vesnice 259 obyvatel: devatenáct Čechoslováků, 239 Němců a jednoho cizince. Až na jednoho člena nezjišťovaných církví byli římskými katolíky.
|                                                                       | 1869 | 1880 | 1890 | 1900 | 1910 | 1921 | 1930 | 1950 | 1961 | 1970 | 1980 | 1991 | 2001 | 2011 |
| --------------------------------------------------------------------- | ---- | ---- | ---- | ---- | ---- | ---- | ---- | ---- | ---- | ---- | ---- | ---- | ---- | ---- |
| Obyvatelé                                                             | 548  | 393  | 368  | 347  | 308  | 274  | 259  | 141  | 126  | 85   | 54   | 40   | 40   | 33   |
| Domy                                                                  | 50   | 51   | 51   | 53   | 49   | 49   | 55   | 35   | —    | 17   | 15   | 19   | 19   | 14   |
| Počet domů z roku 1961 je zahrnut v celkovém počtu domů obce Lubenec. |      |      |      |      |      |      |      |      |      |      |      |      |      |      |

## Doprava
Okolo vesnice vede dálnice D6 a vesnicí prochází silnice II/606. Jihovýchodně od vsi se nachází zastávka Libkovice na železniční trati Rakovník – Bečov nad Teplou.

## Pamětihodnosti
- Hospoda čp. 10[10]
- Naproti hospodě se nachází zbytky hospodářského dvora, ve kterém až do sedmdesátých let dvacátého století stával libkovický zámek.[11]

## Galerie

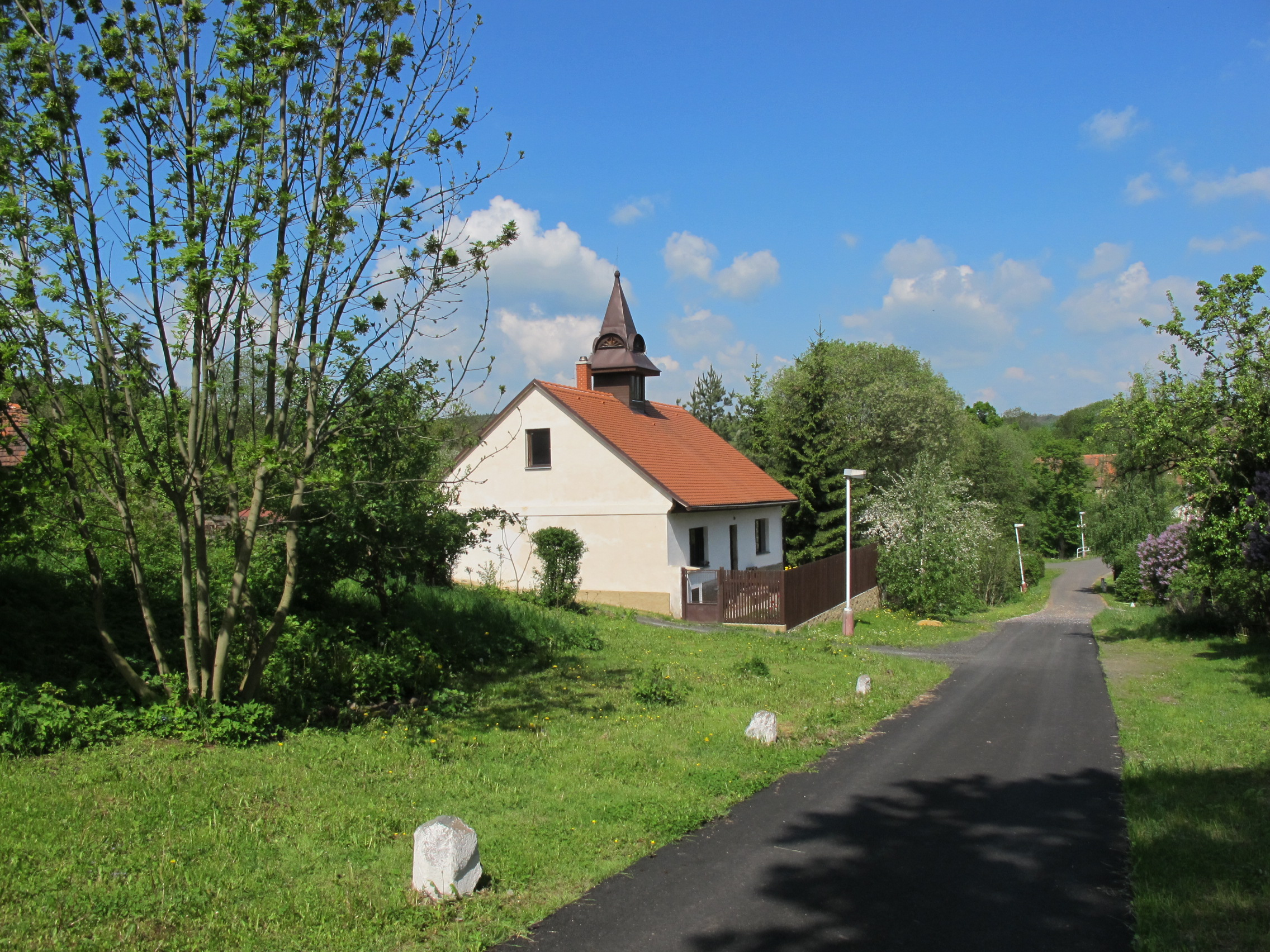
Dům se zvoničkou
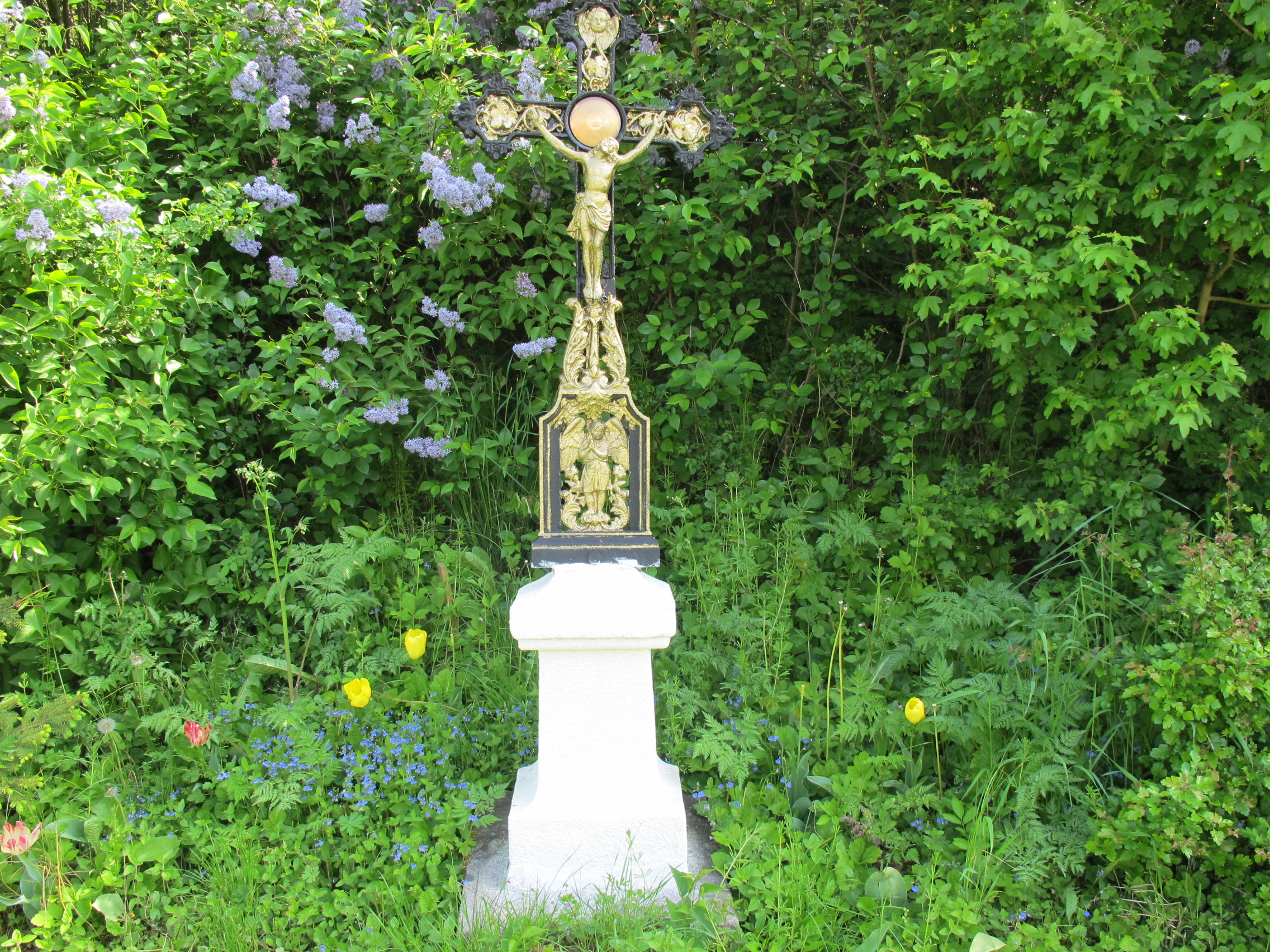
Restaurovaný křížek
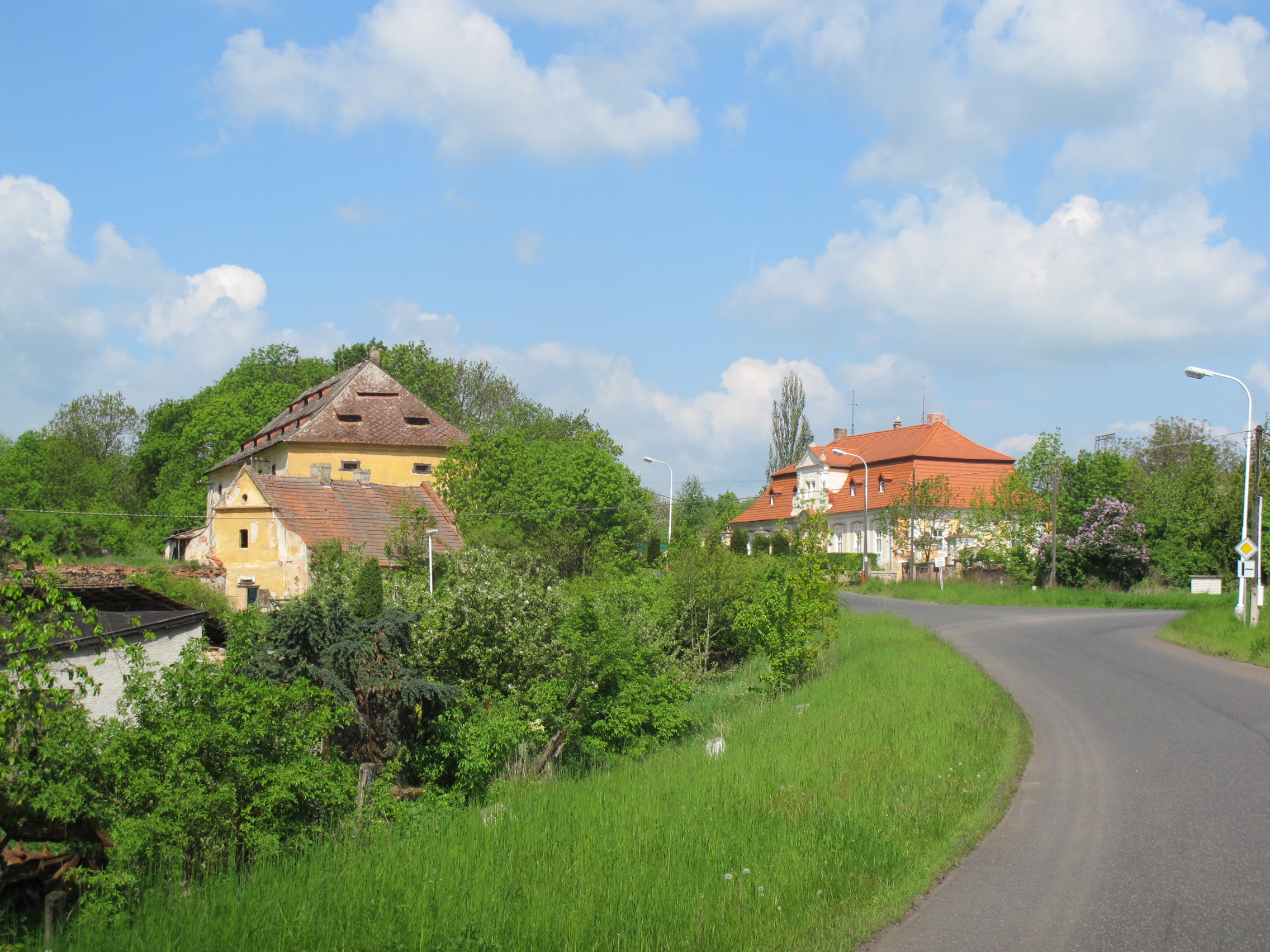
Zbytky hospodářských budov bývalého zámeckého areálu